# Кабанова, Елизавета Александровна
Елизаве́та Алекса́ндровна Каба́нова (19 августа 1923, Подвязново, Ивановская область — 6 марта 1995, Тейково, Ивановская область) — ткачиха Тейковского хлопчатобумажного комбината, Ивановская область, Герой Социалистического Труда.

## Биография
Родилась в 19 августа 1923 года в деревне Подвязново Тейковского района Ивановской области в рабочей семье. Русская. В 1941 году окончила среднюю школу.
В том же первом военном году пришла работать на Тейковскую ткацкую фабрику. Первой наставницей за ткацким станком стала мать, но освоение будущей профессии пришлось отложить до конца войны. Молодая девушка заняла место ушедших на фронт мужчин, и все военные годы заправляла основы. Только после победы перешла работать в ткацкий цех. Член ВКП/КПСС с 1945 года.
Со временем стала мастером своего дела, стала работать на повышенном уплотнении, перешла с 6 станков на 8. В сентябре 1964 года первая в Ивановской области завершила личную семилетку, наткала сверхплана 97484 метра высококачественной фланели.
Указом Президиума Верховного Совета СССР от 9 июня 1966 года за выдающиеся заслуги в выполнении заданий семилетнего плана и достижение высоких технико-экономических показателей по производству тканей, трикотажа, обуви, швейных изделий и другой продукции легкой промышленности Кабановой Елизавете Александровне присвоено звание Героя Социалистического Труда с вручением ордена Ленина и золотой медали «Серп и Молот».
Продолжала работать на комбинате ещё 5 лет. В 1970 году досрочно справилась с планом восьмой пятилетки. Часовая производительность оборудования, заправленного фланелью, у Кабановой составляла 90774 уточин в час, когда средняя по комбинату была 69805 уточин в час.
В 1971 году перешла мастером производственного обучения в текстильное училище своего комбината. Подготовила несколько десятков высококвалифицированных ткачих, большинству из них по окончании обучения был присвоен повышенный разряд. В 1978 году ушла на заслуженный отдых.
Ей были присвоены почетные звания «Лучшая ткачиха РСФСР», «Лучшая ткачиха СССР».
Жила в городе Тейково. Скончалась 6 марта 1995 года. Похоронена на кладбище города Тейково.
Награждена орденами Ленина, Трудового Красного Знамени, медалями; в том числе Золотой медалью ВДНХ.
На проходной Тейковского хлопчатобумажного комбината в память о знатной ткачихе установлена мемориальная доска.